# Guerra dos Três Henriques
A Guerra dos 3 Henriques (1587-1589) aconteceu na França, logo após a morte do rei Carlos IX. Foi disputada por Henrique de Guise, Henrique de Navarra Bourbon e Henrique III, irmão de Carlos IX. Henrique III é o responsável pela morte de Henrique de Guise e, devido a isso, será assassinado posteriormente por um fanático católico.
Henrique de Navarra Bourbon, marido de Margot (também irmã de Carlos IX), assume o trono e passa a ser chamado de Henrique IV, dando inicio a Dinastia dos Bourbons.

## História
O ambiente político era caracterizado por disputas religiosas entre católicos e protestantes (huguenotes), que tratavam guerras civis desde 1562. Esses acontecimentos são periodizados dentro da história francesa como: Guerras Religiosas na França. Entretanto, as guerras civis ocorridas ao longo de todo esse contexto não se caracterizam apenas pelas questões religiosas, mas como lutas de facções aristocráticas, conduzidas do princípio ao fim por três linhagens rivais: Guise, Montmorency-Châtillon e Bourbon.
A Guerra dos Três Henriques ocorre após o Massacre de São Bartolomeu em 1572, seguido pela origem do conflito, que remonta à morte do rei Carlos IX em 1574 e a ascensão de Henrique de Valois (Henrique III), seu irmão, ao trono francês.  Henrique III, o antigo rei da Polônia, abandona a coroa polonesa após saber da morte do seu irmão e assume o trono francês. Porém, sem herdeiros diretos, a sucessão ao trono tornou-se uma questão central, pois seu sucessor seria o marido da irmã, Henrique de Navarra Bourbon, protestante e líder huguenote. Essa perspectiva gerou forte oposição da Liga Católica, liderada por Henrique de Guise, que buscava excluir os protestantes da linha sucessória. Em resposta, Henrique III assinou o Tratado de Nemours em 1585, pressionado por membros da Liga católica para assinar o acordo que excomungou Henrique de Navarra e declarou ilegal o protestantismo na França, aprofundando a divisão religiosa e política no país.
O conflito se intensificou com a morte de Henrique de Guise em 1588, assassinado por ordem de Henrique III, o que levou a Liga Católica a se voltar contra o próprio rei. Em 1589, Henrique III foi assassinado por um monge católico, deixando o trono francês vago. Por conseguinte, Henrique de Navarra assumiu o trono como Henrique IV, dando inicio a Dinastia dos Bourbons, e quando, então, guerreia contra a Liga Católica e cerca Paris, provocando muitas mortes. Frente ao cenário sangrento em que se encontra, e para garantir a aceitação dos católicos, converteu-se ao catolicismo em 25 de julho de 1593, quando abjurou do protestantismo e foi recebido na igreja romana em cerimônia na basílica de Saint-Denis. O Papa reconhece sua conversão em 1595.
O desfecho da guerra foi consolidado com a promulgação do Edito de Nantes em 1598, que concedeu liberdade religiosa aos protestantes e encerrou oficialmente as hostilidades religiosas na França. Esse evento marcou o início da dinastia dos Bourbons e estabeleceu as bases para o fortalecimento do poder real na França.